# 唐纳德·马丁
唐纳德·马丁（英語：Donald Martin，1940年2月8日—），澳大利亚前男子曲棍球运动员。他曾代表澳大利亚国家队参加1964年和1968年夏季奥林匹克运动会曲棍球比赛，获得一枚银牌和一枚铜牌。